# 昭和58年台風第10号
昭和58年台風第10号（しょうわ58ねんたいふうだい10ごう、国際名：フォレスト/Forrest）は、1983年9月24日から30日にかけて、中部地方以西に被害をもたらした台風である。典型的な「雨台風」であり、豪雨による被害が目立った。

## 概要

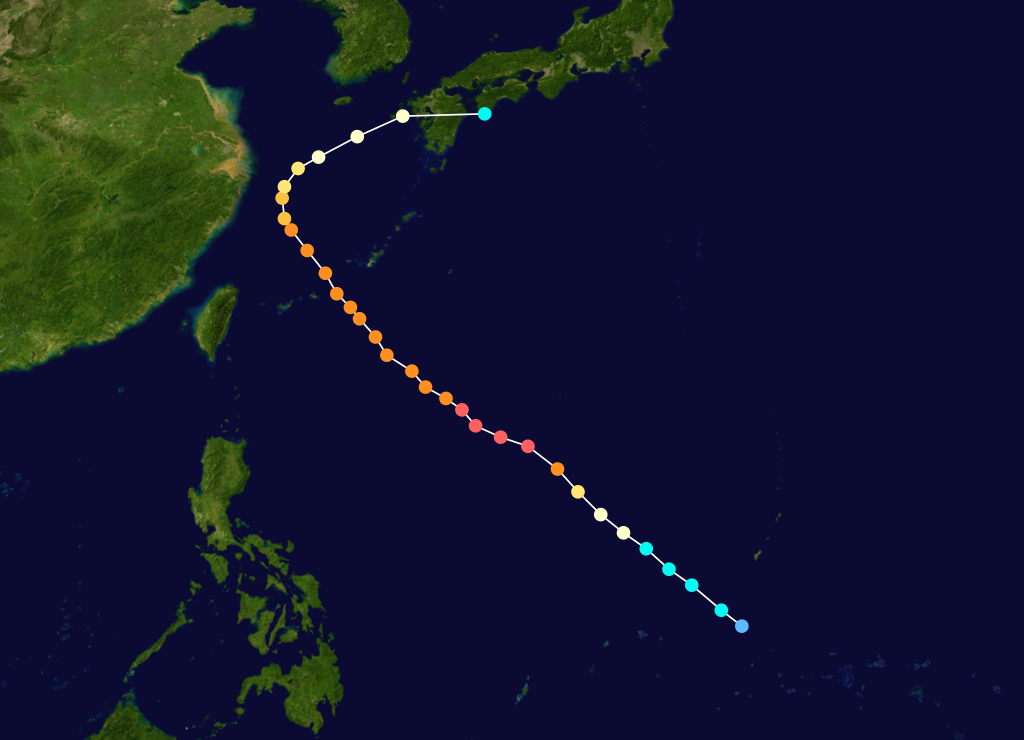
進路図

1983年9月13日9時、トラック島付近で発生した弱い熱帯低気圧は、西北西に進みながら次第に勢力を強め、20日21時にグアム島の南南西約280 kmで台風10号に昇格。23日9時には、中心気圧885mb（現在のhPaと同等）、最大風速（中心付近）55ｍ/sの猛烈な台風にまで成長した。1951年の統計開始以降、海上において記録された中心気圧としては8番目に低いものとなる。台風は南西諸島から東シナ海を北上して、28日10時20分頃に長崎県長崎市付近に上陸したが、15時には九州の東で温帯低気圧に変わった。
| 順位 | 名称                              | 国際名  | 中心気圧 (hPa) | 観測年月日     | 観測地点       |
| ---- | --------------------------------- | ------- | -------------- | -------------- | -------------- |
| 1    | 昭和54年台風第20号                | Tip     | 870            | 1979年10月12日 | 沖ノ鳥島南東   |
| 2    | 昭和48年台風第15号                | Nora    | 875            | 1973年10月6日  | フィリピン東方 |
| 2    | 昭和50年台風第20号                | June    | 875            | 1975年11月19日 | マリアナ近海   |
| 4    | 狩野川台風 （昭和33年台風第22号） | Ida     | 877            | 1958年9月24日  | 沖ノ鳥島付近   |
| 5    | 昭和41年台風第4号                 | Kit     | 880            | 1966年6月26日  | 南大東島南方   |
| 5    | 昭和53年台風第26号                | Rita    | 880            | 1978年10月25日 | フィリピン東方 |
| 5    | 昭和59年台風第22号                | Vanessa | 880            | 1984年10月26日 | フィリピン東方 |
| 8    | 昭和28年台風第7号                 | Nina    | 885            | 1953年8月13日  | フィリピン東方 |
| 8    | 昭和34年台風第9号                 | Joan    | 885            | 1959年8月29日  | 宮古島南方     |
| 8    | 昭和46年台風第35号                | Irma    | 885            | 1971年11月12日 | フィリピン東方 |
| 8    | 昭和58年台風第10号                | Forrest | 885            | 1983年9月23日  | 沖ノ鳥島南方   |
| 8    | 平成22年台風第13号                | Megi    | 885            | 2010年10月17日 | フィリピン東方 |

## 影響・被害
台風の接近に伴い、西日本付近で停滞していた秋雨前線の活動が活発となり、各地で大雨となった。長崎市に台風が上陸した28日10時頃から次第に雨が激しくなり、15時頃からは木曽川本川流域を中心に、時間雨量30〜40 mmの降雨が数時間にわたって断続的に続いた。これにより、木曽川においては愛知県犬山市の観測所で最高水位13.14mに達するなど記録的な大洪水となり、300mmを越える大雨に見舞われた木曽川中流域に位置する岐阜県美濃加茂市や坂祝町では、290haが浸水した。
岐阜県内で4人が死亡するなど、全国で死者・行方不明44人、負傷118人、住家の全半壊640棟、住家の床上浸水・床下浸水5万6267棟、耕地の流失・埋没・冠水5651ha、船舶の沈没・流失・破損26隻の大きな被害が発生し、農林水産業の被害額は805億円に上った。
長野県松本市の松本電気鉄道（現：アルピコ交通）上高地線では、この台風のために9月28日に、新島々駅 - 島々駅間が土砂災害のために不通となった。当時の安曇村の集落、観光地である上高地・乗鞍高原・白骨温泉などに向かうバスターミナルは、これより17年前に島々駅から新島々駅に移転し、この区間は利用者も少なく、島々駅は駅員のいない無人駅になっていたため、災害復旧することなくそのまま廃止になった。